# Roman von Procházka
Roman baron von Procházka (narozený jako Roman Procházka, 20. listopadu 1900, Praha - 24. července 1990, Mnichov) byl český právník, genealog a spisovatel německé národnosti.

## Život

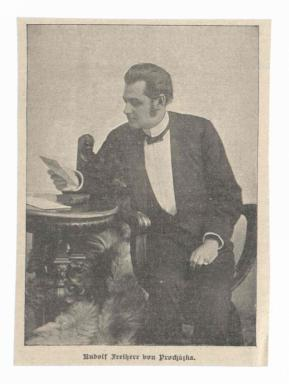
Otec Romana von Procházky Rudolph (1864–1936), český hudební skladatel a publicista

Roman Procházka se narodil v Praze jako syn rakouského ministerského radního, hudebního skladatele a spisovatele Rudolpha svob. p. von Procházky, člena Pražské konzervatoře, výkonného ředitele hudební zkušební komise, zemského hudebního poradce, zakladatele Německé akademie múzických umění, zakladatele a předsedy Německé hudební akademie v Praze a jeho manželky, pěvkyně Antonie Ludmily roz. Gundlingové. Ta byla rovněž tajemnicí Společnosti Červeného kříže, předsedkyní Pomocného sdružení žen Království českého a předsedkyní Klubu německých umělkyň v Praze.
Od roku 1906 Roman Procházka navštěvoval c. k. praktickou školu a v roce 1910 dostal místo na chlapecké Akademii hraběte Straky z Nedabylic pro českou šlechtu. Když byla akademie během první světové války přeměněna na záložní špitál, přešel na c. k. Německou státní střední školu, kde 27. února 1918 složil "válečnou maturitu". Ke konci první světové války musel ještě narukovat do rakousko-uherské armády.
Po skončerní války ještě studoval od 15. ledna 1919 do roku 1923 právo na německé Karlo-Ferdinandově univerzitě v Praze.
Po studiích pracoval dva roky jako právník u Mezinárodního soudního dvora a počátkem 30. let jako rakouský konzul v Addis Abebě. Během svého působení v Habeši Procházka zkoumal genealogii etiopské císařské rodiny. V únoru 1934 však byl odvolán kvůli „neslučitelnosti některých jeho aktivit s diplomatickým úřadem“.  Po návratu do Rakouska napsal knihu Abessinien: die schwarze Gefahr (Habeš: černé nebezpečí, Vídeň 1935), která byla přeložena do několika jazyků a publikována v zahraničí. V roce 1938 se vrátil do Prahy a pracoval jako syndik v zahraničním obchodě s cukrem.
V době druhé světové války v roce 1944 byl Procházka povolán do německé armády, za což byl po válce českým soudem odsouzen na 7 let žaláře a nucené práce v dolech. Po propuštění v letech 1954 až 1964 pracoval jako státní úředník v Institutu sér a vakcín v Praze a v následujícím roce dostal povolení k výjezdu do Západního Německa.
Odstěhoval se do Ellwangenu k příbuzným, kteří mu předtím pomohli přestěhovat jeho knihovnu do Ellwangenu. V Německu zpočátku pracoval jako soukromý vědecký pracovník, nejprve v Ellwangenu a od roku 1971 v Mnichově. Zde pracoval jako faleristický expert pro aukční dům Graf Klenau oHG a také jako historik a genealog, stejně jako autor řady článků v genealogických časopisech a knihách.
Roman von Procházka zemřel 24. července 1990 v Mnichově,  jeho ostatky poté byly převezeny do Prahy, kde byly uloženy po boku jeho matky. 

### Rodina a děti
17. října 1936 se v Mödlingu oženil s Elisabeth Thomasetovou, jejich manželství však trvalo pouze do 17. dubna 1937. Podruhé se oženil 19. dubna 1941 v Praze s Annou Krzesaldo von Lindenstand. Z tohoto manželství se narodily dvě dcery Isabella a Marietta.

## Vyznamenání
Ústřední kancelář pro osoby a rodinnou historii jej ocenila 16. února 1979 stříbrnou medaili za zásluhy a od roku 1980 byl čestným členem Heraldicko-genealogické společnosti Adler ve Vídni.
Procházka byl velitelem Korutanského řádu rytířů svatého Jiří pro oblast Mnichova, Freisingu a Starého Bavorska 25. září 1979 byl jmenován rytířem Velkého kříže spravedlnosti.

## Spisy (výběr)
- Abessinien: die schwarze Gefahr. Saturn, Wien 1935; italské vydání: Abissinia pericolo nero. Předmluva od Ottavia Dinaleho. Bompiani, Mailand 1935; angl. vydání: Abyssinia: The Powder Barrel. British International News Agency, London 1936.
- Meine 32 Ahnen und ihre Sippenkreise (= Bibliothek familiengeschichtlicher Arbeiten. Band 7). Degener & Co, Leipzig 1928.
- Physiognomie und Phänotyp der Gundlinge. Eine erbbiologische Studie durch sechs Jahrhunderte. In: Archiv für Sippenforschung und alle verwandten Gebiete. 31. ročník, sešit 19, srpen 1965.
- Genealogisches Handbuch erloschener böhmischer Herrenstandsfamilien. Hauptband. Degener & Co, Neustadt (Aisch) 1973, ISBN 3-7686-5002-2.
  - Genealogisches Handbuch erloschener böhmischer Herrenstandsfamilien. Ergänzungsband, Vorstand des Collegium Carolinum (Hrsg.). R. Oldenbourg Wissenschaftsverlag, München 1990, ISBN 3-486-54051-3.
- Österreichisches Ordenshandbuch. 4 Bände. Graf-Klenau-OHG, München 1974.
- Die staatsrechtliche Stellung und kulturpolitische Bedeutung des historischen böhmischen Herrenstandes. In: Bohemia. Zeitschrift für Geschichte und Kultur der böhmischen Länder. Band 22, 1981, S. 112–122 (digitalizováno) Archivováno 28. 3. 2020 na Wayback Machine..